# Горбунов, Николай Юрьевич
Никола́й Ю́рьевич Горбуно́в — российский контрабасист и музыкальный педагог; солист Национального филармонического оркестра России, артист оркестра Большого театра, Госоркестра СССР и Российского национального оркестра, профессор Московской консерватории, лауреат международного конкурса, заслуженный артист Российской Федерации (2007).